# Remo en los Juegos Suramericanos de 2014: M4-
La prueba de remos largos por equipos masculino en Santiago 2014 se llevó a cabo el 8 de marzo de 2014 en la Laguna de Curauma, Región de Valparaíso. Participaron en la prueba 5 equipos.

## Resultados
| Rank              | Calle | Equipo    | Remadores                                                                                  | Tiempo Total | Diferencia |
| ----------------- | ----- | --------- | ------------------------------------------------------------------------------------------ | ------------ | ---------- |
| Medalla de oro    | 4     | Argentina | Bow: Francisco Estreras Seat2: Sebastián Claus Seat3: Agustín Díaz Seat4: Joaquín Iwan     | 6:11.01      |            |
| Medalla de plata  | 1     | Chile     | Bow: Nelson Martínez Seat2: Fabián Oyarzún Seat3: Felipe Cárdenas Seat4: Rodrigo Muñoz     | 6:13.28      | +00:02.27  |
| Medalla de bronce | 5     | Uruguay   | Bow: Jhonatan Esquivel Seat2: Santiago Menese Seat3: Ángel García Seat4: Mauricio López    | 6:23.57      | +00:12.56  |
| 4                 | 3     | Brasil    | Bow: Allan Scaravaglioni Seat2: Altenir Sartori Seat3: Leandro Tozzo Seat4: Victor Ruzicki | 6:25.85      | +00:14.84  |
| 5                 | 2     | Venezuela | Bow: José Villa Seat2: James Abou Seat3: Jaime Machado Seat4: Emilio Díaz                  | 6:31.04      | +00:20.03  |